# Tortello-bisante
Tortello-bisante è un termine utilizzato in araldica per indicare un tondino mezzo colore e mezzo metallo. Il tortello-bisante può essere partito, troncato, inquartato e si può porre sopra un campo di metallo.